# Vervroegde verkiezing
Een vervroegde verkiezing is (in een parlementair systeem) een verkiezing die eerder plaatsvindt dan normaal volgens de wet gepland. Een vervroegde verkiezing wordt door het staatshoofd of de regering uitgeroepen, bijvoorbeeld omwille van een kabinetsval of (politieke) crisis. Het verkozen parlement dient bijgevolg niet de volledige legislatuur uit.
Een vervroegde verkiezing is anders dan een terugroeping (recall of impeachment), waarbij de kiezers een procedure kunnen starten om verkozen politici af te zetten, voor het einde van hun mandaat.
Sommige kiesstelsels zoals die van Noorwegen en de Verenigde Staten, kennen geen vervroegde verkiezingen waardoor verkiezingen altijd op een vaste dag plaatsvinden.

## Implicaties
Vervroegde verkiezingen kunnen een politiek impasse doorbreken en de kiezer de kans geven om opnieuw een mandaat te geven, wat democratische legitimiteit kan herstellen. Tegelijkertijd is er de mogelijkheid dat regerende politieke partijen het ontbinden van het parlement als strategisch instrument gebruiken. Door een kabinet te laten vallen over een bepaald thema, proberen partijen de publieke opinie te beïnvloeden in aanloop naar nieuwe verkiezingen. Dit kan leiden tot onnodige instabiliteit, omdat de electorale winst van partijen op de korte termijn prevaleert boven collectieve belangen op de lange termijn.

## Nederland
In Nederland is het gebruikelijk dat er vervroegde verkiezingen worden uitgeschreven wanneer een kabinet valt voordat de reguliere termijn van vier jaar is verstreken. Het staatsrecht schrijft echter niet voor dat vervroegde verkiezingen noodzakelijk zijn. De voorbeelden hieronder geven de meest recente vervroegde verkiezingen aan. 
- In 2002, tijdens het kabinet-Balkenende I (bestaande uit CDA, LPF en VVD) ontstond er een crisis nadat de VVD en het CDA hun steun hadden ingetrokken. Er was een conflict ontstaan tussen LPF-bewindslieden wat leidde tot de val van het kabinet. Hierdoor werden vervroegde verkiezingen noodzakelijk geacht.
- In 2006 vonden vervroegde verkiezingen plaats nadat het kabinet-Balkenende II voortijdig was gevallen. De val van het kabinet werd veroorzaakt door een conflict tussen de coalitiepartijen CDA, VVD en D66 over de positie van minister Rita Verdonk in de kwestie rond het Nederlanderschap van Ayaan Hirsi Ali.
- In 2012 viel het kabinet-Rutte I (bestaande uit VVD, CDA en PVV) na een conflict over bezuinigingen met de gedoogpartner, de PVV van Geert Wilders. De PVV trok de steun in, wat leidde tot het uiteenvallen van het kabinet en de roep om vervroegde verkiezingen.
- In 2021 viel het kabinet-Rutte III (bestaande VVD, CDA, D66 en CU) uit als gevolg van de kinderopvangtoeslagaffaire, waarbij de regering zwaar onder druk kwam te staan vanwege de systematische benadeling van duizenden ouders. Het kabinet trad af, hoewel het aanbleef functioneren als demissionair kabinet totdat verkiezingen konden worden gehouden.
- In 2023 viel het kabinet-Rutte IV (bestaande uit VVD, CDA, D66 en CU) na een politieke impasse over het migratiebeleid. De kabinetscoalitie raakte verdeeld over de manier waarop de migratiecrisis moest worden aangepakt. De regeringspartners konden geen consensus bereiken over maatregelen, wat resulteerde in het aftreden van het kabinet en vervroegde verkiezingen in 2023.

## België
Het federaal parlement kan vervroegd ontbonden worden; de regionale parlementen niet. De laatste keer gebeurde dit in 2010.
Na een verklaring tot herziening van de Grondwet worden automatisch federale verkiezingen uitgelokt. In de praktijk wordt zo'n verklaring opgesteld en goedgekeurd net voor het normale einde van de legislatuurperiode, zodat er geen feitelijk vervroegde verkiezingen plaatsvinden.
Op gemeentelijk vlak is er een vaste bestuursperiode van zes jaar. Zeer uitzonderlijk, als zowel de verkozenen als de opvolgers ontslag nemen, kunnen vervroegde verkiezingen plaatsvinden, zoals bij de gemeenteraad in Linkebeek gebeurde in 2015.

## Verenigd Koninkrijk
De premier kan de koning vragen om vervroegde verkiezingen te houden voor het Brits parlement. In 2011 werd de Fixed-term Parliaments Act ingevoerd, die de mogelijkheid sterk inperkte. In 2022 werd die wet geschrapt.

## Landen zonder vervroegde verkiezingen

### Verenigde Staten
In de Verenigde Staten zijn vervroegde verkiezingen niet mogelijk, vanwege de strikte verkiezingskalender die is vastgelegd in de Amerikaanse Grondwet van 1845. Amerikaanse presidentsverkiezingen vinden elke vier jaar plaats op de dinsdag na de eerste maandag van november. Dit systeem werd ingevoerd om voorspelbaarheid en stabiliteit in het politieke proces te waarborgen, en om de onafhankelijkheid van de uitvoerende en wetgevende macht te beschermen tegen strategische wijzigingen in de verkiezingsdata. In plaats van vervroegde verkiezingen biedt het systeem andere mechanismen, zoals tussentijdse benoemingen of het afzetten van functionarissen via impeachment.

### Noorwegen
In Noorwegen is het houden van vervroegde verkiezingen niet mogelijk vanwege de vastgelegde verkiezingscyclus van vier jaar in de Grondwet. Deze bepaling werd ingesteld om politieke stabiliteit te garanderen en te voorkomen dat een zittende regering verkiezingen strategisch zou kunnen inzetten voor eigen gewin. Parlementsverkiezingen worden elke vier jaar gehouden op de tweede maandag in september. Naast nationale parlementsverkiezingen vinden er op deze dag ook lokale en regionale verkiezingen plaats.
Het Noorse proces van afschaffing verliep geleidelijk en kent drie belangrijke mijlpalen: 1814, 1938 en 2007. In de Grondwet van Noorwegen uit 1814 werd al vastgelegd dat de koning het parlement (de Storting) niet zomaar kon ontbinden, wat Noorwegen onderscheidde van veel andere monarchieën in die tijd. Deze beperking was een vroege stap in de richting van vaste parlementaire termijnen. In 1938 werd de grondwet aangepast om expliciet vast te leggen dat de Storting een vaste ambtstermijn van vier jaar heeft, zonder de mogelijkheid van vervroegde verkiezingen. Tot slot werden in 2007 resterende onduidelijkheden volledig weggenomen door grondwetswijzigingen die vastlegden dat vervroegde verkiezingen onder geen enkele omstandigheid mogelijk zijn, waarmee Noorwegen een van de weinige parlementaire democratieën werd zonder deze optie. Dit betekent dat verkiezingen voor de Storting altijd plaatsvinden op vooraf bepaalde data, ongeacht politieke omstandigheden of crises.